# Anyphops spenceri
Espèce
Synonymes
- Selenops spenceri Pocock, 1896

Anyphops spenceri est une espèce d'araignées aranéomorphes de la famille des Selenopidae.

## Distribution
Cette espèce est endémique d'Afrique du Sud. Elle se rencontre au Cap-Oriental, au KwaZulu-Natal et au Limpopo.

## Description
La femelle holotype mesure 11 mm.

## Étymologie
Cette espèce est nommée en l'honneur de H. A. Spencer.

## Publication originale
- Pocock, 1896 : Descriptions of some new South African spiders of the family Heteropodidae. Annals and Magazine of Natural History, sér. 6, vol. 17, p. 55-64 (texte intégral).